# وتهلما
وتهلما (به سوئدی: Vattholma) یک سکونتگاه مسکونی در سوئد است که در Uppsala Municipality واقع شده‌است.جمعیت این سکونتگاه مسکونی ۱٬۴۲۷ است.

## خصوصیات
وتهلما ۱٫۱۶ کیلومترمربع مساحت و ۱٬۴۲۷ نفر جمعیت دارد.